# Max Seifert (Landrat)

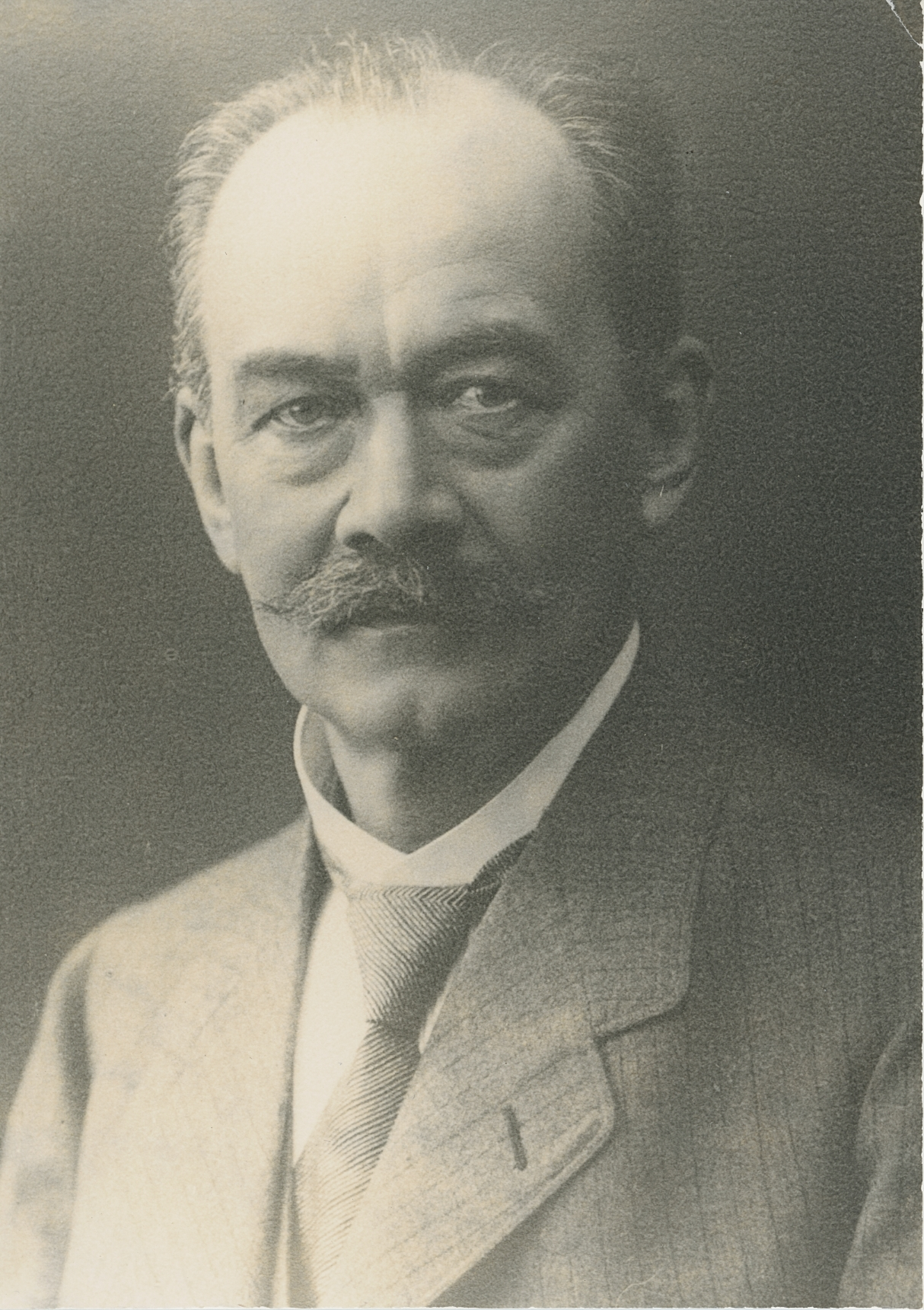
Porträtfoto von Max Seifert (Kreisarchiv Verden, 56/1828)

Max Richard Wilhelm Ernst Seifert (* 14. Dezember 1859 in Meiningen; † 23. Juli 1934 in Hannover) war ein preußischer Jurist und Landrat in Verden von 1890 bis 1924.

## Leben und Familie
Geboren als Sohn einer Beamtenfamilie lernte der junge Max Seifert mehrere Städte Preußens kennen, da sein Vater als Militärintendantur-Rat mehrfach versetzt wurde.
Seine Schulbildung erhielt er in Meiningen, Kassel, Schleswig und Altona. Nach der Reifeprüfung studierte er an den Universitäten Leipzig, Straßburg und Berlin Jura und Volkswirtschaftslehre. Am 27. Mai 1888 heiratete er Anna von Sluytermann-Langeweyde (Erinnerungen S. 31; sie starb am 10. Dezember 1931 in Hannover). Aus der Ehe gingen die beiden Kinder Käthe (geb. 1892) und Walther (geb. 1896, später Ministerialrat u. a. im sog. Forschungsamt) hervor.

## Werdegang
Nach dem Studium war er von 1881 bis 1887 als Gerichts- und Regierungsreferendar in Kiel, Altona (Amtsgericht sowie Landgericht) und bei der Regierung Stettin, unterbrochen ab 1. April 1882 durch den Militärdienst als Einjährig-Freiwilliger sowie anschließender Promotion zum Dr. jur.
Drei Jahre war Seifert Regierungsassessor beim Regierungsbezirk Stralsund unter seinem (wie er sagte) Gönner Albert von Pommer Esche. Mit 30 Jahren wurde Seifert ab dem 29. Oktober 1890 zunächst kommissarischer, dann zum 1. August 1891 ernannter Landrat im Kreis Verden. Dort gelang es durch eine moderate Haltung gegenüber den Soldatenräten bei der Novemberrevolution größeres Blutvergießen und Zwangsmaßnahmen zu verhindern. Zwar stand er während dieser Zeit unter Hausarrest, wurde aber von den Räten in wichtigen Fragen konsultiert.
Neben der Tätigkeit als Landrat in Verden war Seifert außerdem u. a. Geschäftsführer der Überlandzentrale Verden-Hoya und der Verden-Walsroder Eisenbahn, Vorsitzender des Elektrizitätsverbandes Dörverden, Präsident und Vorsitzender der landwirtschaftlichen Vereine von Kirchlinteln und Verden sowie des Vereins für Hühnerzüchter. Er war zudem Mitglied in den Kriegervereinen Verden und Kirchlinteln sowie Ehrenpräsident des Kriegervereins für Kirchlinteln und Umgebung.
1908–1920 war er Abgeordneter für die DNVP im Provinziallandtag der Provinz Hannover sowie Mitglied der evangelischen Landessynode.
1924 ging Seifert in Pension. Sein Nachfolger im Landratsamt in Verden war Adolf Varain. Die Verden-Walsroder Eisenbahn schenkte ihm ca. 1925 (wahrscheinlich zu seinem Ausscheiden als deren Geschäftsführer) ein Fotoalbum mit Fotos von des Verdener Fotografen Wilhelm Behne. Es enthält 14 großformatige eingeklebte Schwarz-weiß-Fotos (u. a. Kleinbahnhof Verden, Gaststätte darin, Betriebsgebäude/Fahrzeughalle, Werkstatt, Zug, Strecke, Kaliwerk Häuslingen, Bahnhöfe, Belegschaft) und wird heute im Kreisarchiv Verden aufbewahrt.

## Werk
Bereits 1893 erschien in zweiter Auflage das von Seifert entworfene „Wirthschafts-Buch für Landwirthe“ bei Tressan's Buchhandlung.
Kurze Zeit nach seiner Pensionierung begann Seifert, seine Erinnerungen aus dem Berufsleben aufzuzeichnen, die er Weihnachten 1925 abschloss, wenige Korrekturen datieren auf ca. 1928. So zumindest datiert das Manuskript, auf dem die Edition durch den langjährigen Verdener Kreisarchivar Rolf Allerheiligen basiert. Mit den Erinnerungen liegt eine bedeutsame Quelle für die Geschichte des alten preußischen Landkreises Verden und seine Verwaltung vor. Sie können zudem stellvertretend für manch andere ländliche Kreise Preußens um die Jahrhundertwende mit einem Fokus auf die kommunale Selbstverwaltung und die Wohlfahrtspflege gelesen werden. Die Lebenserinnerungen des Max Seifert erschienen 1992 in einer Edition in der Schriftenreihe „Quellen und Darstellungen des Landkreises Verden“ als deren Band 2.

## Nachleben
In der Stadt Verden ist seit Ende der 1950er die „Landrat-Seifert-Straße“ () nach ihm benannt. In Kirchlinteln stand eine ab 1902 nach ihm benannte Eiche. Die Waldgenossenschaft Haberloh setzte ihm 1909 einen Gedenkstein.